# Port lotniczy Gwalior
Port lotniczy Gwalior (IATA: GWL, ICAO: VIGR) - port lotniczy położony w Gwalior, w stanie Madhya Pradesh, w Indiach. 

## Linie lotnicze i połączenia
| Linia Lotnicza    | Kierunek                   |
| ----------------- | -------------------------- |
| Air India Express | 1. Bengaluru 2. Hajdarabad |
| Akasa Air         | 1. Ahmadabad               |
| IndiGo Airlines   | 1. Delhi 2. Mumbaj         |